# アマデウス

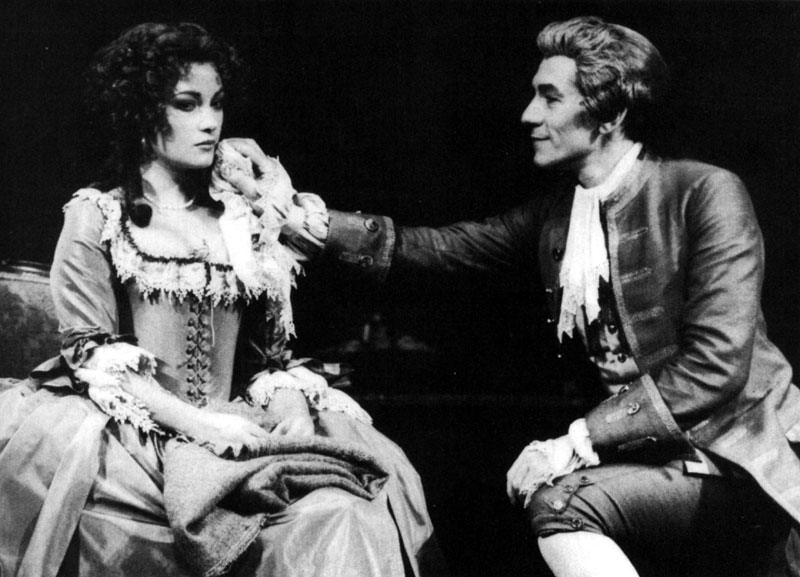
アマデウス（1981年）

『アマデウス』(英語: Amadeus)は、ピーター・シェーファーによる戯曲であり、作曲家ヴォルフガング・アマデウス・モーツァルトとアントニオ・サリエリの人生の史実を大きく脚色した作品である。1979年に初演された。『アマデウス』 は1830年にアレクサンドル・プーシキンが書いた短い芝居『モーツァルトとサリエリ』に触発されている。プーシキンの戯曲にもとづいて1897年にニコライ・リムスキー＝コルサコフがオペラ『モーツァルトとサリエリ』を書いている。
本戯曲ではモーツァルトやサリエリをはじめとする当時の作曲家の音楽がふんだんに使われている。モーツァルトのオペラ『後宮からの誘拐』、『フィガロの結婚』、『ドン・ジョヴァンニ』、『魔笛』の初演がそれぞれ重要な場面の舞台となっている。
1979年にロンドンのロイヤル・ナショナル・シアターでの上演が成功した後、ウェスト・エンドに引っ越し、さらにブロードウェイでも上演された。『アマデウス』は1981年のトニー賞演劇作品賞を受賞した。シェーファー本人も脚色に関わって映画『アマデウス』が製作され、1984年にアカデミー賞も受賞した。
アマデウス（「神に愛される」「神を愛する」の意味）とは、ヴォルフガング・アマデウス・モーツァルトのミドルネームから来ている。

## あらすじ
初演以降、シェーファーはプロットを含めて大きく戯曲を改訂しており、大まかに第六版まで改訂が存在する。以下は全ての版に共通する要素のみである。
物語の最初では、サリエリは老人で、忘れ去られてもいまだ生きながらえている。観客に直接話しかけ、かつてモーツァルトを毒殺したと主張し、説明しようと約束する。そこでアクションは18世紀に戻り、サリエリが既に噂も音楽も耳にしていたモーツァルトに直接対面した時が描かれる。サリエリはモーツァルトの音楽を称賛し、直接モーツァルトに会うチャンスに興奮しており、その間にモーツァルトの楽曲がサロンで演奏されている。しかしながら、とうとう本人に会ったサリエリは、モーツァルト自身にはその楽曲が有しているような優雅さも魅力もないとわかって非常に落胆する。サリエリが初めて見かけた時、モーツァルトは四つんばいになって未来の花嫁コンスタンツェ・ウェーバーと下品な話をしていた。
サリエリはモーツァルトの粗野なふるまいと、神が不可解にも与えたその天才を納得して受け入れることができない。サリエリは今までずっと熱心なカトリックで、神が自分を差し置いてモーツァルトにこのような才能を与えたとは信じられない。サリエリは神を拒み、創造主に仕返しすべく、モーツァルトを破滅させるためあらゆることをすると誓う。
これ以降の芝居のほとんどの部分で、サリエリはモーツァルトの前では友人のようなふりをし、一方で相手の評判をめちゃくちゃにし、楽曲の成功を妨害するため最大限努力する。『フィガロの結婚』リハーサルの場面などでは、皇帝ヨゼフ2世自身が直接介入したためようやくモーツァルトが仕事を続けられるようなことになる。サリエリはモーツァルトの妻となったコンスタンツェが助けを求めてやって来た時に相手を侮辱し、さらにモーツァルトの人格について皇帝や宮廷に対して悪い噂を流す。『アマデウス』の主要なテーマのひとつとして、より素晴らしいものになっていく自身の作品によって、モーツァルトは貴族である「公衆」の支持を得ようと何度も試みるが、常にサリエリのせいか、あるいは貴族階級がモーツァルトの天才を評価する耳を持っていないせいで挫かれるというものがある。
芝居はサリエリが自分の名を残すための最後の試みとして、モーツァルトを砒素で殺したと告白してカミソリで自殺しようとするところで終わる。しかしながらサリエリは生き延び、告白は信じられず、サリエリはふたたび凡人として忘れ去られるままになる。

## 史実との相違
シェーファーはモーツァルトとサリエリ双方を描くにあたって創造上の芸術的特権を行使して史実から離れている。２人の間に敵意があったことは残っている文書から読み取れるが、サリエリがモーツァルトの破滅を招いたという説はこうした作曲家たちの人生やキャリアを研究している人々からは否定されている。歴史的には、モーツァルトとサリエリが実際にライバルとして緊張関係にあった可能性はあるが、相互の尊敬に基づく関係を築いていたことも証拠からうかがえる。たとえば、サリエリは後にモーツァルトの息子フランツ・クサーヴァー・モーツァルトに音楽を教えている。さらにモーツァルトの生前も死後も、その作品を数作指揮している。

## 上演

### 英語版
『アマデウス』は1979年にロンドンのロイヤル・ナショナル・シアターで初演された。ピーター・ホールが演出をつとめ、ポール・スコフィールドがサリエリ役、サイモン・キャロウがモーツァルト役、フェリシティ・ケンダルがコンスタンツェ役をつとめた。キャロウはのちに映画版にも違う役で登場している。後にウエスト・エンドで引っ越して改訂版が上演され、フランク・フィンレーがサリエリ役をつとめた。
1980年12月11日にブロードウェイのブロードハースト劇場でアメリカ初演が行われた。イアン・マッケランがサリエリ役、ティム・カリーがモーツァルト役、ジェーン・シーモアがコンスタンツェ役を演じた。公演は1181回行われ、1983年に10月16日に閉幕した。トニー賞ではマッケランとカリー両名の男優賞、ピーター・ホールの演出家賞、演劇作品賞、演劇衣装デザイン賞、演劇照明デザイン賞、ジョン・ベリーの演劇装置デザイン賞で7部門にノミネートされ、演劇作品賞とマッケランの演劇主演男優賞を含めて5部門を獲得した。この公演中、マッケランにかわってジョン・ウッド、フランク・ランジェラ、デヴィッド・デュークス、デヴィッド・バーニー、ジョン・ホートン、ダニエル・デイヴィスがサリエリ役を演じた。カリーの後はピーター・ファース、ピーター・クルック、デニス・ボウトシカリス、ジョン・パンコウ、マーク・ハミル、ジョン・トマス・ウェイツがモーツァルト役を演じた。エイミー・アーヴィング、スザンヌ・レデラー、ミシェル・ファー、キャリス・コーフマン、モーリーン・ムーアもコンスタンツェ役を演じた。
1999年にニューヨークのミュージック・ボックス・シアターで再演され、ふたたびピーター・ホールが演出をつとめ、12月15日から翌年5月14日まで173公演が行われた。トニー賞で演劇リバイバル作品賞と、サリエリを演じたデヴィッド・スーシェが演劇主演男優賞を受賞した。モーツァルト役はマイケル・シーン、コンスタンツェ役がシンディ・カッツ、ヨゼフ2世役がデヴィッド・マッカラムであった。
2006年7月にロサンジェルス・フィルハーモニックがハリウッド・ボウルで最新の改訂版の一部を上演した。ニール・パトリック・ハリスがモーツァルト役、キンバリー・ウィリアムズ＝ペイズリーがコンスタンツェ役、マイケル・ヨークがサリエリ役であった。レナード・スラットキンがオーケストラを指揮した。
ルパート・エヴェレットが2014年7月12日から8月2日まで、新しく改装されたチチェスター・フェスティバル劇場での『アマデウス』再演に際してサリエリを演じた。ピーター・シェーファーも最後の上演に出席した。
2016年10月から2017年3月にかけて、マイケル・ロングハーストの演出で、ロンドンのナショナル・シアターにて新演出で再演された。ルシアン・ムサマティがサリエリ役、アダム・ギレンがモーツァルト役、カーラ・クロムがコンスタンツェ役、ヒュー・サックスがオルシーニ＝ローゼンベルク伯爵役、トム・エッデンがヨゼフ2世役を演じ、サウスバンク・シンフォニアが生演奏を行った。この上演は売り切れて批評でも絶賛され、ムサマティとギレンが同じサリエリとモーツァルト役で2018年に再演されている。この上演はナショナル・シアター・ライヴでも上映され、日本でも日本語字幕つきで2018年に上映された。

### 日本語版
日本でも1982年、サリエリ役が九代目松本幸四郎（現・二代目松本白鸚）、モーツァルト役が江守徹という顔ぶれで日本語版初演が行われている。好評を博して幸四郎・江守版で1983年、1985年、1986年に再演された。1993年からは、サリエリは引き続き幸四郎、モーツァルトに七代目市川染五郎（幸四郎の息子）を新たに迎えて、1995年、1998年、2004年と再演された。2011年には、幸四郎のサリエリ、モーツァルト武田真治で上演され、2017年幸四郎名として最後のサリエリ、モーツァルト桐山照史で上演された。2017公演中に上演回数450回を迎える。

## 翻案

### 映画
1984年に映画化され、アカデミー作品賞を含めて合計8部門でアカデミー賞を受賞した。F・マーリー・エイブラハムがサリエリ役でアカデミー主演男優賞を受賞し、トム・ハルスがモーツァルト役を、エリザベス・ベリッジがコンスタンツェ役を演じた。シェーファーと監督のミロス・フォアマンは全編を改訂し、戯曲にはない場面や登場人物も付け加えられた。戯曲は主にサリエリに焦点をあてているが、映画は2人の作曲家双方のキャラクターをさらに掘り下げている。

### ラジオ版
1983年にはBBCラジオ3がピーター・ホール演出で初演のナショナル・シアター版キャストによる上演を放送している。2011年1月2日に、ラジオ3の「モーツァルトの天才」シリーズの一部としてこのラジオ版が再放送された。
2006年にモーツァルトの生誕250周年を祝うため、BBCラジオ2でネヴィル・テラーがシェーファーの戯曲を脚色して15分のエピソード8話からなる翻案とし、ピーター・レズリー・ワイルド演出、F・マーリー・エイブラハムがサリエリ役で放送した。BBCラジオ7で、2010年5月24日から6月2日にかけて再放送されている。

## 受賞
- 1979年　イヴニング・スタンダード最優秀戯曲賞[18]
- 1981年　ドラマ・デスク・アワード新作戯曲賞[19]
- 1981年　トニー賞演劇作品賞[19]

## 刊行情報

### 原著
- Peter Shaffer, Amadeus (Harper, 2001).

### 日本語訳
- 『アマデウス』（江守徹訳、劇書房）、1984年 ASIN B000J70RP2、新装版2002年 ISBN 978-4875746003
- 『ピーター・シェーファー1　ピサロ／アマデウス』（倉橋健・甲斐萬里江訳、早川書房〈ハヤカワ演劇文庫〉、2020年） ISBN 9784151400506

### 日本語注釈つき英語版
- Peter Shaffer, Amadeus, ed. by Kurahashi Ken and Kai Marie (音羽書房鶴見書店、 2012)。